# 1197
Високе Середньовіччя •  Золота доба ісламу •  Реконкіста •  Хрестові походи •  Київська Русь

## Геополітична ситуація
Олексій III Ангел очолоє Візантію (до 1203). Завершилося правління Генріха VI, імператора Священної Римської імперії та короля Сицилійського королівства. Філіп II Август править у Франції (до 1223).
Апеннінський півострів розділений: північ належить Священній Римській імперії, середню частину займає Папська область, більша частина півдня належить Сицилійському королівству. Деякі міста півночі: Венеція, Піза, Генуя тощо, мають статус міст-республік, частина з яких об'єднана Ломбардською лігою.
Південь Піренейського півострова в руках у маврів. Північну частину півострова займають християнські Кастилія, Леон (Астурія, Галісія), Наварра, Арагонське королівство (Арагон, Барселона) та Португалія. Річард Левове Серце є королем Англії (до 1199), королем Данії — Кнуд VI (до 1202).
У Києві княжить Рюрик Ростиславич (до 1201). Володимир Ярославич займає галицький престол (до 1198). Ярослав Всеволодович княжить у Чернігові (до 1198), Всеволод Велике Гніздо у Володимирі-на-Клязмі (до 1212). Новгородська республіка та Володимиро-Суздальське князівство фактично відокремилися від Русі. У Польщі період роздробленості. На чолі королівства Угорщина став Імріх I (до 1204).
В Єгипті, Сирії та Палестині править династія Аюбідів, невеликі території на Близькому Сході утримують хрестоносці.
У Магрибі панують Альмохади. Сельджуки окупували Малу Азію. Хорезм став наймогутнішою державою Середньої Азії. Гуриди контролюють Афганістан та Північну Індію. У Китаї співіснують держава ханців, де править династія Сун, держава чжурчженів, де править династія Цзінь, та держава тангутів Західна Ся. На півдні Індії домінує Чола. В Японії триває період Камакура.

## Події
- Імператор Священної Римської імперії Генріх VI розпочав підготовку до хрестового походу.
- У серпні дамаський правитель аль-Адель відвоював у хрестоносців Яффу.
- У вересні в Палестину почали прибувати німецькі війська. Вони захопили Сідон та Бейрут. Аль-Адель звернувся за допомогою до Єгипту й Алеппо.
- 28 вересня Генріх VI помер, і в Німеччині почався період безладу та громадянської війни, що тривав до 1214 року.
- Королем Сицилії проголошено сина Генріха VI Фрідріха.
- Після смерті імператора підняли бунт міста Тоскани.
- Єрусалимським королем став король Кіпру Аморі де Лузіньян.
- Після загибелі Петра IV Асеня від руки вбивці царем Болгарії став Калоян.
- Брати Пржемисл I Оттокар та Владислав Їндржих поділили чеські землі. Оттокар отримав Богемію, Владислав — Моравію.
- Португальський король Санчо I відбив у Альмохадів Сілвеш.
- Річард Левове Серце збудував замок Шато-Гайар.
- Гуридський полководець Кутб ад-Дін Айбек напав на Гуджарат, потім відступив. Гуридські війська зруйнували буддійський монастир Наланду.